# Olympische Winterspiele 1976/Teilnehmer (Schweiz)
| Gelbes Symbol für Goldmedaillen mit stilisierten Olympischen Ringen | Graues Symbol für Silbermedaillen mit stilisierten Olympischen Ringen | Braundes Symbol für Bronzemedaillen mit stilisierten Olympischen Ringen |
| ------------------------------------------------------------------- | --------------------------------------------------------------------- | ----------------------------------------------------------------------- |
| 1                                                                   | 3                                                                     | 1                                                                       |

Die Schweiz nahm an den Olympischen Winterspielen 1976 im österreichischen Innsbruck mit einer Delegation von 59 Athleten, 52 Männern und 7 Frauen, teil.
Seit 1924 war es die zwölfte Teilnahme der Schweiz bei Olympischen Winterspielen.

## Fahnenträger
Der Bobfahrer Werner Camichel trug die Fahne der Schweiz während der Eröffnungsfeier im Bergiselstadion.

## Medaillen
Mit einer gewonnenen Gold-, drei Silber- und einer Bronzemedaille belegte das Schweizer Team Platz 8 im Medaillenspiegel.

### Gold
- Ski Alpin
  - Heini Hemmi: Männer, Riesenslalom

### Silber
- Bob
  - Erich Schärer, Ulrich Bächli, Rudolf Marti und Josef Benz: Viererbob
- Ski Alpin
  - Ernst Good: Männer, Riesenslalom
  - Bernhard Russi: Männer, Abfahrt

### Bronze
- Bob
  - Erich Schärer und Josef Benz: Zweierbob

## Teilnehmer nach Sportarten

### Ski Alpin
Frauen
- Doris De Agostini
Abfahrt: 18. Platz – 1:50,46 min
- Lise-Marie Morerod
Riesenslalom: 4. Platz – 1:30,40 min
Slalom: DNF
- Marie-Theres Nadig
Riesenslalom: 5. Platz – 1:30,44 min
Slalom: DNF
- Marlies Oberholzer
Abfahrt: 8. Platz – 1:48,68 min
Riesenslalom: 26. Platz – 1:34,09 min
- Bernadette Zurbriggen
Abfahrt: 7. Platz – 1:48,62 min
Riesenslalom: DNF
Slalom: 12. Platz – 1:37,18 min

Männer
- Heini Hemmi
Riesenslalom:  – 3:26,97 min
Slalom: DNF
- Ernst Good
Riesenslalom:  – 3:27,17 min
Slalom: DNF
- Bernhard Russi
Abfahrt:  – 1:46,06 min
- René Berthod
Abfahrt: 12. Platz – 1:47,89 min
- Peter Lüscher
Slalom: 8. Platz – 2:08,10 min
- Engelhard Pargätzi
Riesenslalom: 6. Platz – 3:28,76 min
- Philippe Roux
Abfahrt: 4. Platz – 1:46,69 min
- Walter Tresch
Abfahrt: 7. Platz – 1:47,29 min
Riesenslalom: DNF
Slalom: 4. Platz – 2:05,26 min

### Biathlon
Männer
- Christian Danuser
20 km: 40. Platz – 1:27:16,43 h; 7 Fehler
- Albert Mächler
20 km: 25. Platz – 1:23:28,66 h; 6 Fehler
- Hansruedi Süssli
20 km: 14. Platz – 1:19:53,73 h; 3 Fehler

### Bob
Zweierbob
- Sepp Benz / Erich Schärer (SUI I)
 – 3:45,70 min
- Thomas Hagen / Fritz Lüdi (SUI II)
10. Platz – 3:49,10 min

Viererbob
- Thomas Hagen / Karl Häseli / Fritz Lüdi / Rudolf Schmid (SUI I)
9. Platz – 3:44,04 min
- Sepp Benz / Erich Schärer / Ueli Bächli / Ruedi Marti (SUI II)
 – 3:40,89 min

### Eishockey
Herren: 11. Platz
| - Jürg Berger - Guy Dubois - Walter Dürst - Charles Henzen - Ueli Hofmann - Renzo Holzer - André Jorns - Jakob Kölliker - Ernst Lüthi | - Nando Mathieu - Georg Mattli - Andreas Meyer - Alfio Molina - Anton Neininger - Bernhard Neininger - Rolf Tschiemer - Daniel Widmer - Aldo Zenhäusern |

### Eiskunstlauf
Frauen
- Danielle Rieder
DNF

Paarlauf
- Karin Künzle/Christian Künzle
7. Platz

### Eisschnelllauf
Männer
- Franz Krienbühl
1500 m: 27. Platz – 2:12,52 min
5000 m: 17. Platz – 7:53,11 min
10.000 m: 8. Platz – 15:36,43 min

### Ski Nordisch

#### Langlauf
Männer
- Venanz Egger
50 km: 31. Platz – 2:48:30,70 h
- Heinz Gähler
50 km: 20. Platz – 2:45:51,64 h
4 × 10 km Staffel: 5. Platz – 2:11:28,53 h
- Albert Giger
15 km: 11. Platz – 45:47,07 min
30 km: 7. Platz – 1:32:17,71 h
- Edi Hauser
15 km: 17. Platz – 46:29,14 min
30 km: 25. Platz – 1:35:50,29 h
4 × 10 km Staffel: 5. Platz – 2:11:28,53 h
- Alfred Kälin
15 km: 27. Platz – 47:05,39 min
30 km: 29. Platz – 1:36:09,97 h
4 × 10 km Staffel: 5. Platz – 2:11:28,53 h
- Hans-Ueli Kreuzer
30 km: 50. Platz – 1:39:58,44 h
- Christian Pfeuti
50 km: 32. Platz – 2:49:50,90 h
- Franz Renggli
15 km: 12. Platz – 45:53,49 min
50 km: 18. Platz – 2:45:25,24 h
4 × 10 km Staffel: 5. Platz – 2:11:28,53 h

#### Skispringen
Männer
- Robert Mösching
Normalschanze: 35. Platz – 207,6 Punkte
Grossschanze: 38. Platz – 167,7 Punkte
- Hans Schmid
Normalschanze: 13. Platz – 226,3 Punkte
Grossschanze: 20. Platz – 186,3 Punkte
- Walter Steiner
Normalschanze: 9. Platz – 232,2 Punkte
Grossschanze: 9. Platz – 208,5 Punkte
- Ernst von Grünigen
Normalschanze: 5. Platz – 238,7 Punkte
Grossschanze: 23. Platz – 182,4 Punkte

#### Nordische Kombination
Männer
- Karl Lustenberger
Einzel (Normalschanze / 15 km): 19. Platz